# 이난영의 노래 목록
이난영의 노래 목록은 이난영이 생전에 발표했던 노래들을 모아놓은 목록이다.

## 한국에서 발매한 노래
| 제목                | 발매        | 종류                                                | 음반번호    | 레코드사   | 작사/작곡            | 비고    |
| ------------------- | ----------- | --------------------------------------------------- | ----------- | ---------- | -------------------- | ------- |
| 시드는 청춘         | 1933년 8월  | 독창                                                | 8065-A      | 태평레코드 | 태평인/김기방        | [ 1 ]   |
| 지나간 옛 꿈        | 1933년 8월  | 독창                                                | 8068-A      | 태평레코드 | 김파영/김기방        | [ 2 ]   |
| 향수                | 1933년 9월  | 독창                                                | 1580-B      | 오케레코드 | 김능인/염석정        | [ 3 ]   |
| 고적                | 1933년 11월 | 독창                                                | 1587-A      | 오케레코드 | 김능인/문호월        | [ 4 ]   |
| 불사조              | 1933년 11월 | 독창                                                | 1587-B      | 오케레코드 | 김능인/문호월        |         |
| 과거몽              | 1933년 12월 | 독창                                                | 1590-A      | 오케레코드 | ? /문호월            | [ 5 ]   |
| 홍등의 탄식         | 1933년 12월 | 독창                                                | 1590-B      | 오케레코드 | 김능인/ ?            |         |
| 마음의 나그네       | 1934년      | ?                                                   | ?           | 오케레코드 | ?                    | [ 6 ]   |
| 미칠듯 사를듯       | 1934년      | ?                                                   | ?           | 오케레코드 | 남풍월/손목인        | [ 7 ]   |
| 안의민요            | 1934년      | ?                                                   | ?           | 오케레코드 | 유병우/ ?            | [ 8 ]   |
| 차라리 가세요       | 1934년      | ?                                                   | ?           | 오케레코드 | 김능인/손목인        | [ 9 ]   |
| 금야의 애화         | 1934년      | ?                                                   | ?           | 오케레코드 | ?                    | [ 10 ]  |
| 남양의 달밤         | 1934년      | ?                                                   | ?           | 오케레코드 | ?                    | [ 11 ]  |
| 신강남              | 1934년 1월  | 독창                                                | 1607-A      | 오케레코드 | 고마부/오락영        | [ 12 ]  |
| 밤고개를 넘어서     | 1934년 1월  | 독창                                                | 1607-B      | 오케레코드 | 신불출/문호월        |         |
| 아침 전주곡         | 1934년 1월  | 김창배 제창                                         | 1608-A      | 오케레코드 | 김능인/손목인        | [ 13 ]  |
| 스케팅시대          | 1934년 1월  | 김창배 제창                                         | 1608-B      | 오케레코드 | 김능인/손목인        |         |
| 무너진 아리랑 上    | 1934년 1월  | 근대극(신일선, 신불출, 성광현)                      | 1609-A      | 오케레코드 | 신불출 극작          | [ 14 ]  |
| 무너진 아리랑 下    | 1934년 1월  | 근대극(신일선, 신불출, 성광현)                      | 1609-B      | 오케레코드 | 신분출 극작          | [ 15 ]  |
| 괴로운 꿈길         | 1934년 2월  | 독창                                                | 1617-B      | 오케레코드 | ?                    | [ 16 ]  |
| 봄맞이              | 1934년 2월  | 독창                                                | 1618-A      | 오케레코드 | 윤석중/문호월        | [ 17 ]  |
| 사랑의 고개         | 1934년 2월  | 독창                                                | 1618-B      | 오케레코드 | 김능인/김준영        |         |
| 사랑의 무덤         | 1934년 3월  | 독창                                                | 1632-A      | 오케레코드 | 이규원/문호월        | [ 18 ]  |
| 월견화              | 1934년 3월  | 독창                                                | 1632-B      | 오케레코드 | 김능인/손목인        |         |
| 네네 그래주세요     | 1934년 3월  | 독창                                                | 1633-A      | 오케레코드 | ?                    | [ 19 ]  |
| 익살맞은 지게꾼     | 1934년 3월  | 김창배 제창                                         | 1633-B      | 오케레코드 | 신불출/ ?            |         |
| 바다의 로맨스       | 1934년 4월  | 독창                                                | 1642-A      | 오케레코드 | 김능인/문호월        | [ 20 ]  |
| 영춘곡              | 1934년 4월  | 독창                                                | 1642-B      | 오케레코드 | 김능인/염석정        |         |
| 별오돌독            | 1934년 4월  | 독창                                                | 1643-A      | 오케레코드 | 김능인/ ?            | [ 21 ]  |
| 밤의 애수           | 1934년 5월  | 독창                                                | 1657-A      | 오케레코드 | 이규희/손목인        | [ 22 ]  |
| 청춘난상            | 1934년 5월  | 독창                                                | 1657-B      | 오케레코드 | 김능인/염석정        |         |
| 묵상                | 1934년 5월  | 독창(이옥례란 이름으로 부름)                        | 1658-B      | 오케레코드 | 남풍월/염석정        |         |
| 광야에서            | 1934년 5월  | 독창                                                | 1660-A      | 오케레코드 | 김능인/문호월        | [ 23 ]  |
| 망월                | 1934년 5월  | 독창                                                | 1660-B      | 오케레코드 | 신불출/손목인        |         |
| 비 오는 여름밤      | 1934년 6월  | 독창                                                | 1672-A      | 오케레코드 | 김능인/염석정        | [ 24 ]  |
| 야동의 노래         | 1934년 6월  | 독창                                                | 1672-B      | 오케레코드 | ?                    |         |
| 오대강타령          | 1934년 7월  | 독창                                                | 1681-A      | 오케레코드 | 김능인/문호월        | [ 25 ]  |
| 봄강                | 1934년 7월  | 독창                                                | 1681-B      | 오케레코드 | 김능인/문호월        |         |
| 청춘유정            | 1934년 7월  | 강남향, 고복수 제창                                 | 1684-A      | 오케레코드 | ?                    | [ 26 ]  |
| 바다의 행진곡       | 1934년 7월  | 강남향, 고복수 제창                                 | 1684-B      | 오케레코드 | ?                    |         |
| 녹슬은 거문고       | 1934년 8월  | 독창                                                | 1693-A      | 오케레코드 | 김능인/오락영        | [ 27 ]  |
| 에헤라 청춘         | 1934년 8월  | 독창                                                | 1694-A      | 오케레코드 | 김능인/염석정        | [ 28 ]  |
| 영란화              | 1934년 8월  | 독창                                                | 1694-B      | 오케레코드 | 김능인/염석정        |         |
| 젊은 뱃사공         | 1934년 8월  | 강남향, 고복수 제창                                 | 1695-B      | 오케레코드 | 윤석중/염석정        | [ 29 ]  |
| 신아리랑            | 1934년 8월  | 강남향, 고복수 제창                                 | 1696-A      | 오케레코드 | 문예부/ X            | [ 30 ]  |
| 도라지타령          | 1934년 8월  | 강남향, 고복수 제창                                 | 1696-B      | 오케레코드 | 문예부/ X            |         |
| 시집살이 삼년       | 1934년 9월  | 독창                                                | 1702-A      | 오케레코드 | ? /오락영            | [ 31 ]  |
| 시골길              | 1934년 9월  | 독창                                                | 1702-B      | 오케레코드 | ? /손목인            |         |
| 집시의 노래         | 1934년 9월  | 독창                                                | 1703-B      | 오케레코드 | ? /손목인            | [ 32 ]  |
| 고사리를 꺾으러     | 1934년 9월  | 가수일동                                            | 1704-B      | 오케레코드 | ? /문호월            | [ 33 ]  |
| 강변의 비밀         | 1934년 10월 | 독창                                                | 1710-A      | 오케레코드 | 김능인/손목인        | [ 34 ]  |
| 정염을 안고         | 1934년 10월 | 독창                                                | 1710-B      | 오케레코드 | 손재륜/손목인        |         |
| 인연 없는 사랑      | 1934년 10월 | 강남향, 고복수 제창                                 | 1711-A      | 오케레코드 | 김능인/손목인        | [ 35 ]  |
| 실연자의 기원       | 1934년 11월 | 독창                                                | 1716-A      | 오케레코드 | 김능인/문호월        | [ 36 ]  |
| 상사초              | 1934년 11월 | 독창                                                | 1716-B      | 오케레코드 | 김능인/염석정        |         |
| 감상의 가을         | 1934년 12월 | 독창                                                | 1723-B      | 오케레코드 | 박팔양/염석정        | [ 37 ]  |
| 오월의 출범         | 1935년      | ?                                                   | ?           | 오케레코드 | ?                    | [ 38 ]  |
| 달님과 아가씨       | 1935년      | ?                                                   | ?           | 오케레코드 | ?                    | [ 39 ]  |
| 칠석의 밤           | 1935년      | ?                                                   | ?           | 오케레코드 | ?                    | [ 40 ]  |
| 강촌비가            | 1935년      | ?                                                   | ?           | 오케레코드 | ?                    | [ 41 ]  |
| 어촌낙조            | 1935년 1월  | 독창                                                | 1733-A      | 오케레코드 | 차몽암/염석정        | [ 42 ]  |
| 등대불과 개나리     | 1935년 1월  | 독창                                                | 1733-B      | 오케레코드 | 김능인/문호월        |         |
| 사랑의 노래         | 1935년 1월  | 고복수 제창                                         | 1734-A      | 오케레코드 | ?                    | [ 43 ]  |
| 즐거운 청춘         | 1935년 1월  | 고복수, 김복순 제창                                 | 1734-B      | 오케레코드 | ?                    |         |
| 희망의 언덕         | 1935년 2월  | 고복수 제창                                         | 1744-B      | 오케레코드 | ? /문호월            | [ 44 ]  |
| 국경                | 1935년 2월  | 독창                                                | 1745-A      | 오케레코드 | 김능인/손목인        | [ 45 ]  |
| 바다로 가자         | 1935년 2월  | 고복수 제창                                         | 1745-B      | 오케레코드 | 남풍월/손목인        |         |
| 월야소곡            | 1935년 3월  | 독창                                                | 1759-A      | 오케레코드 | ?                    | [ 46 ]  |
| 첫사랑              | 1935년 3월  | 독창                                                | 210         | 기린레코드 | 김숙영/ ?            | [ 47 ]  |
| 유허를 지나며       | 1935년 4월  | 독창                                                | 1765-A      | 오케레코드 | 김능인/문호월        |         |
| 창파천리            | 1935년 6월  | 김연월 제창                                         | 1776-A      | 오케레코드 | ? /손목인            | [ 48 ]  |
| 이어도              | 1935년 6월  | 김연월 제창                                         | 1777-A      | 오케레코드 | 김능인/문호월        | [ 49 ]  |
| 송경낙일            | 1935년 7월  | 독창                                                | 1784-A      | 오케레코드 | 김능인/문호월        | [ 50 ]  |
| 목포의 눈물         | 1935년 9월  | 독창                                                | 1795-A      | 오케레코드 | 문일석/손목인        | [ 51 ]  |
| 봄아가씨            | 1935년 9월  | 독창                                                | 1795-B      | 오케레코드 | 남풍월/문호월        |         |
| 호이타령            | 1935년 10월 | 고복수 제창                                         | 1806-B      | 오케레코드 | 남풍월/손목인        | [ 52 ]  |
| 구천에 맺힌 한      | 1935년 11월 | 독창                                                | 1822-A      | 오케레코드 | ? /손목인            |         |
| 신계곡산            | 1935년 12월 | 독창                                                | 1831-A      | 오케레코드 | 김능인/문호월        | [ 53 ]  |
| 아버지는 어데로     | 1936년 1월  | 독창                                                | 1840-A      | 오케레코드 | 신불출/손목인        | [ 54 ]  |
| 또 도라지           | 1936년 2월  | 독창                                                | 1853-B      | 오케레코드 | 문예부/ ?            | [ 55 ]  |
| 흐르는 별           | 1936년 3월  | 독창                                                | 1862-B      | 오케레코드 | ? /문호월            | [ 56 ]  |
| 소쩍새 우는 밤      | 1936년 3월  | 독창                                                | 1964-B      | 오케레코드 | ?                    | [ 57 ]  |
| 국경의 밤주막       | 1936년 3월  | 고복수 제창                                         | 1866        | 오케레코드 | 김능인/손목인        | [ 58 ]  |
| 아지랑이 눈물       | 1936년 4월  | 독창                                                | 1873-A      | 오케레코드 | 남풍렬/손목인        | [ 59 ]  |
| 아침의 출범         | 1936년 4월  | 독창                                                | 1873-B      | 오케레코드 | 정서죽/손목인        |         |
| 우리 둘은 젊은이    | 1936년 4월  | 김해송 제창                                         | 1880-A      | 오케레코드 | 김능인/고하정남      | [ 60 ]  |
| 봄소식              | 1936년 4월  | 고복수 제창                                         | 1881-B      | 오케레코드 | 김능인/김해송        | [ 61 ]  |
| 오케언파레드 上     | 1936년 4월  | 가수일동 합창                                       | 1882-A      | 오케레코드 | X                    | [ 62 ]  |
| 캐리오카            | 1936년 4월  | 김해송 제창                                         | 1883-A      | 오케레코드 | 문예부/빈센트 유먼스 | [ 63 ]  |
| 심술궂은봄바람      | 1936년 5월  | 김해송 제창                                         | 1887-A      | 오케레코드 | 김능인/김송주        | [ 64 ]  |
| 낙화의 눈물         | 1936년 5월  | 독창                                                | 1889-A      | 오케레코드 | 김능인/손목인        | [ 65 ]  |
| 갑판의 소야곡       | 1936년 6월  | 독창                                                | 1895-B      | 오케레코드 | 고마부/손목인        | [ 66 ]  |
| 얼시구 청춘         | 1936년 7월  | 고복수 제창                                         | 1900-B      | 오케레코드 | 남풍월/이경주        | [ 67 ]  |
| 남포로 가는 배      | 1936년 7월  | 독창                                                | 1901-B      | 오케레코드 | 김능인/김송규        | [ 68 ]  |
| 유선형 아리랑       | 1936년 7월  | 강남향 제창                                         | 1902-B      | 오케레코드 | ?                    | [ 69 ]  |
| 명랑한 젊은 날      | 1936년 8월  | 김해송 제창                                         | 1906-B      | 오케레코드 | 박영호/김송규        | [ 70 ]  |
| 알아 달라우요       | 1936년 8월  | 독창                                                | 1907-B      | 오케레코드 | 박영호/김송규        | [ 71 ]  |
| 청춘해협            | 1936년 9월  | 김해송 제창                                         | 1913-A      | 오케레코드 | 박영호/문호월        | [ 72 ]  |
| 흐르는 세월         | 1936년 9월  | 독창                                                | 1915-B      | 오케레코드 | 박영호/손목인        | [ 73 ]  |
| 사랑은 물거품       | 1936년 10월 | 독창                                                | 1920-A      | 오케레코드 | 박영호/문호월        | [ 74 ]  |
| 얼룩진 매무시       | 1936년 10월 | 독창                                                | 1922-B      | 오케레코드 | ?                    | [ 75 ]  |
| 지워진 사랑         | 1936년 11월 | 독창                                                | 1927-A      | 오케레코드 | ?                    | [ 76 ]  |
| 고향의 달빛         | 1936년 11월 | 김해송 제창                                         | 1927-B      | 오케레코드 | ?                    |         |
| 감격의 그날         | 1936년 11월 | 김해송 제창                                         | 1928-A      | 오케레코드 | 박영호/김송규        | [ 77 ]  |
| 이별전야            | 1936년 11월 | 독창                                                | 1928-B      | 오케레코드 | 박영호/김송규        |         |
| 마도로스의 꿈       | 1936년 12월 | 독창                                                | 1937-A      | 오케레코드 | 박영호/김송규        | [ 78 ]  |
| 청춘항의            | 1936년 12월 | 김해송 제창                                         | 1937-B      | 오케레코드 | 박영호/김송규        |         |
| 청춘제              | 1937년 1월  | 김해송 제창                                         | 1939-A      | 오케레코드 | 박영호/손목인        | [ 79 ]  |
| 추억의 등대         | 1937년 1월  | 독창                                                | 1943-B      | 오케레코드 | 조명암/손목인        | [ 80 ]  |
| 당신은 깍쟁이야요   | 1937년 1월  | 독창                                                | 1944-A      | 오케레코드 | 박영호/김송규        | [ 81 ]  |
| 룸바는 부른다       | 1937년 2월  | 독창                                                | 1953-B      | 오케레코드 | 박영호/문호월        | [ 82 ]  |
| 연애특급            | 1937년 2월  | 김정구 제창                                         | 1960-B      | 오케레코드 | 박영호/낙랑인        | [ 83 ]  |
| 올팡갈팡            | 1937년 4월  | 김해송 제창                                         | 1963-A      | 오케레코드 | 박영호/김송규        | [ 84 ]  |
| 고향은 부른다       | 1937년 4월  | 이봉룡 제창                                         | 1963-B      | 오케레코드 | 박영호/김송규        |         |
| 순정문답            | 1937년 5월  | 김정구 제창                                         | 1988-A      | 오케레코드 | 박영호/손목인        | [ 85 ]  |
| 마음의 창공         | 1937년 5월  | 독창                                                | 1990-B      | 오케레코드 | 박영호/강명철        | [ 86 ]  |
| 추억의 장미         | 1937년 6월  | 독창                                                | 12000-B     | 오케레코드 | 강명철/박시춘        | [ 87 ]  |
| 아 글쎄 어쩌면      | 1937년 6월  | 독창                                                | 12007-A     | 오케레코드 | 박영호/고하정남      | [ 88 ]  |
| 영란꽃 필 때        | 1937년 7월  | 독창                                                | 12011-B     | 오케레코드 | 박영호/손목인        | [ 89 ]  |
| 무너진 황성         | 1937년 8월  | 독창                                                | 12039-A     | 오케레코드 | 박영호/김송규        | [ 90 ]  |
| 연애함대            | 1937년 8월  | 김해송 제창                                         | 12042-B     | 오케레코드 | 박영호/박시춘        | [ 91 ]  |
| 울었답니다          | 1937년 9월  | 독창                                                | 12502-A     | 오케레코드 | 박영호/김송규        | [ 92 ]  |
| 배 떠날 때          | 1937년 11월 | 독창                                                | 12063-A     | 오케레코드 | ?                    | [ 93 ]  |
| 끝없는 탄식         | 1937년 11월 | 독창                                                | 12065-A     | 오케레코드 | ?                    | [ 94 ]  |
| 눈물의 자장가       | 1937년 12월 | 송달협 제창                                         | 12070-A     | 오케레코드 | ? /박시춘            | [ 95 ]  |
| 외로운 길손         | 1937년 12월 | 송달협 제창                                         | 12070-B     | 오케레코드 | ?                    |         |
| 청춘부대            | 1937년 12월 | 남인수, 송달협, 장세정 합창                         | 12077-B     | 오케레코드 | 이노홍/문호월        | [ 96 ]  |
| 해조곡              | 1937년 12월 | 독창                                                | 12079-B     | 오케레코드 | 이노홍/양상포        | [ 97 ]  |
| 연애삼색기          | 1938년 1월  | 김정구 제창                                         | 12081-A     | 오케레코드 | 최다인/양상포        | [ 98 ]  |
| 눈물의 자장가       | 1938년 1월  | 독창                                                | 12084-B     | 오케레코드 | ? /박시춘            | [ 99 ]  |
| 독수공방            | 1938년 2월  | 독창                                                | 12091-B     | 오케레코드 | 신강/박시춘          | [ 100 ] |
| 너무 심하오         | 1938년 2월  | 독창                                                | 12092-B     | 오케레코드 | 강해인/박시춘        | [ 101 ] |
| 망향가              | 1938년 2월  | 남인수 제창                                         | 12093-A     | 오케레코드 | 김용호/양상포        | [ 102 ] |
| 탄식하는 사막       | 1938년 3월  | 김정구 제창                                         | 12101-B     | 오케레코드 | 최다인/문호월        | [ 103 ] |
| 술 뒤에 오는 것     | 1938년 3월  | 독창                                                | 12111-B     | 오케레코드 | 김용호/박시춘        | [ 104 ] |
| 산호빛 하소연       | 1938년 4월  | 독창                                                | 12113-B     | 오케레코드 | 조명암/박시춘        | [ 105 ] |
| 이제나 저제나       | 1938년 4월  | 독창                                                | 12114-B     | 오케레코드 | 박영호/김송규        | [ 106 ] |
| 애당초부터          | 1938년 5월  | 독창                                                | 12123-A     | 오케레코드 | 조명암/박시춘        | [ 107 ] |
| 창랑에 지는 꽃      | 1938년 5월  | 독창                                                | 12130-B     | 오케레코드 | 김용호/손목인        | [ 108 ] |
| 꽃 피는 포구        | 1938년 6월  | 이은파 제창                                         | 12147-B     | 오케레코드 | 조명암/손목인        | [ 109 ] |
| 미소의 코스         | 1938년 6월  | 남인수 제창                                         | 12148-A     | 오케레코드 | 김용호/박시춘        | [ 110 ] |
| 파묻은 편지         | 1938년 6월  | 독창                                                | 12148-B     | 오케레코드 | 조명암/손목인        |         |
| 사랑은 가시밭       | 1938년 8월  | 독창                                                | 12140-B     | 오케레코드 | 조명암/박시춘        | [ 111 ] |
| 괄세를 마오         | 1938년 9월  | 독창                                                | 12155-B     | 오케레코드 | 조명암/박시춘        | [ 112 ] |
| 님 전상서           | 1938년 9월  | 독창                                                | 12164-B     | 오케레코드 | 조명암/박시춘        | [ 113 ] |
| 신접살이 풍경       | 1938년 9월  | 남인수 제창                                         | 12165-B     | 오케레코드 | 조명암/대구보덕이랑  | [ 114 ] |
| 외로운 처녀도       | 1938년 10월 | 독창                                                | 12167-B     | 오케레코드 | 조명암/손목인        | [ 115 ] |
| 병든 장미           | 1938년 10월 | 독창                                                | 12168-B     | 오케레코드 | 조명암/이봉룡        | [ 116 ] |
| 이난영걸작집 上     | 1938년 11월 | 독창(심영 대사)                                     | 12176-A     | 오케레코드 | X                    | [ 117 ] |
| 이난영걸작집 下     | 1938년 11월 | 독창(심영 대사)                                     | 12176-B     | 오케레코드 | X                    | [ 118 ] |
| 흘겨본 가정뉴스     | 1938년 11월 | 김해송 제창                                         | 12179-A     | 오케레코드 | 박영호/김송규        | [ 119 ] |
| 낙엽일기            | 1938년 11월 | 김해송 제창                                         | 12179-B     | 오케레코드 | 박영호/김송규        |         |
| 거리의 낙화         | 1938년 12월 | 독창                                                | 12185-B     | 오케레코드 | 조명암/엄재근        | [ 120 ] |
| 연애자유가          | 1939년      | 독창                                                | ?           | 오케레코드 | ?                    | [ 121 ] |
| 흘러간 고향집       | 1939년 1월  | 남인수 제창                                         | 12195-A     | 오케레코드 | 조명암/김령파        | [ 122 ] |
| 국경애화            | 1939년 1월  | 독창                                                | 12196-B     | 오케레코드 | 윤묵/박시춘          | [ 123 ] |
| 목포의 추억         | 1939년 1월  | 독창                                                | 12204-B     | 오케레코드 | 문일석/이봉룡        | [ 124 ] |
| 제3 일요일          | 1939년 2월  | 남인수 제창                                         | 12214-B     | 오케레코드 | 조명암/김령파        | [ 125 ] |
| 돈반 정반           | 1939년 3월  | 독창                                                | 12216-B     | 오케레코드 | 조명암/박시춘        | [ 126 ] |
| 홍염의 가등빛       | 1939년 4월  | 독창                                                | 12225-A     | 오케레코드 | 조명암/이봉룡        | [ 127 ] |
| 달 없는 항로        | 1939년 4월  | 독창                                                | 12237-B     | 오케레코드 | 김용호/엄재근        | [ 128 ] |
| 눈물의 사변         | 1939년 5월  | 독창                                                | 12232-B     | 오케레코드 | 조명암/박시춘        | [ 129 ] |
| 연애산술            | 1939년 6월  | 독창                                                | 12238-B     | 오케레코드 | 조명암/박시춘        | [ 130 ] |
| 남행열차            | 1939년 7월  | 독창                                                | 12247-B     | 오케레코드 | 조명암/박시춘        | [ 131 ] |
| 잃어버린 아버지     | 1939년 8월  | 독창                                                | 12256-B     | 오케레코드 | 조명암/손목인        | [ 132 ] |
| 바다의 꿈           | 1939년 9월  | 독창                                                | 12263-A     | 오케레코드 | 조명암/박시춘        | [ 133 ] |
| 연락선 비가         | 1939년 10월 | 독창                                                | 12273-B     | 오케레코드 | 조명암/손목인        | [ 134 ] |
| 다방의 푸른 꿈      | 1939년 11월 | 독창                                                | 12282-A     | 오케레코드 | 조명암/김해송        | [ 135 ] |
| 눈물의 상선         | 1939년 12월 | 독창                                                | 12293-B     | 오케레코드 | 박원/손목인          | [ 136 ] |
| 열풍                | 1939년 12월 | 독창                                                | 12294-B     | 오케레코드 | 김운하/박시춘        | [ 137 ] |
| 담배집 처녀         | 1939년 12월 | 독창                                                | 20004-A     | 오케레코드 | 강해인/박시춘        | [ 138 ] |
| 사공의 딸           | 1940년 1월  | 독창                                                | 20007-B     | 오케레코드 | 조명암/박시춘        | [ 139 ] |
| 끝없는 백사지       | 1940년 2월  | 독창                                                | 12309-B     | 오케레코드 | 박원/박시춘          | [ 140 ] |
| 춤추는 해바라기     | 1940년 2월  | 독창                                                | 20013-B     | 오케레코드 | 조명암/ ?            | [ 141 ] |
| 울어라 문풍지       | 1940년 2월  | 독창                                                | 20016-A     | 오케레코드 | 박영호/김해송        | [ 142 ] |
| 흘겨본 과거몽       | 1940년 2월  | 독창                                                | 20016-B     | 오케레코드 | 박영호/김해송        |         |
| 연지곤지            | 1940년 3월  | 독창                                                | 20019-B     | 오케레코드 | 조명암/손목인        | [ 143 ] |
| 애수의 압록강       | 1940년 3월  | 독창                                                | 20020-B     | 오케레코드 | 조명암/낙랑인        | [ 144 ] |
| 항구야 울지 마라    | 1940년 4월  | 독창                                                | 20025-B     | 오케레코드 | 조명암/박시춘        | [ 145 ] |
| 실연초              | 1940년 6월  | 독창                                                | 20034-B     | 오케레코드 | 조명암/박시춘        | [ 146 ] |
| 처녀합창            | 1940년 6월  | 박향림, 장세정 제창                                 | 20037-A     | 오케레코드 | 박원/김해송          | [ 147 ] |
| 선부의 아내         | 1940년 7월  | 독창                                                | 20045-B     | 오케레코드 | 김용호/박시춘        | [ 148 ] |
| 항구의 붉은 소매    | 1940년 8월  | 독창                                                | 20058-A     | 오케레코드 | 조명암/손목인        | [ 149 ] |
| 남경아가씨          | 1940년 9월  | 독창                                                | 5004-B      | 오케레코드 | 조명암/이봉룡        | [ 150 ] |
| 내 마음의 슬픈 문   | 1940년 9월  | 김정구 제창                                         | 5008-B      | 오케레코드 | ?                    | [ 151 ] |
| 가거라 똑딱선       | 1940년 10월 | 독창                                                | 5011-B      | 오케레코드 | 조명암/이봉룡        | [ 152 ] |
| 오케가요걸작집      | 1940년 10월 | 장세정, 김정구 제창 (황철, 지최순 대사)             | 30002-A     | 오케레코드 | X                    |         |
| 눈 감은 포구        | 1940년 11월 | 독창                                                | 31003-B     | 오케레코드 | 조명암/박시춘        | [ 153 ] |
| 서창의 밤눈물       | 1940년 12월 | 독창                                                | 5021-B      | 오케레코드 | 조명암/박시춘        | [ 154 ] |
| 차이나 등불         | 1940년 12월 | 독창                                                | 31001-B     | 오케레코드 | 조명암/김해송        | [ 155 ] |
| 꿈꾸는 타관역       | 1941년 1월  | 독창                                                | 5026-B      | 오케레코드 | 이성림/김해송        | [ 156 ] |
| 꽃도 싫소 풀도 싫소 | 1941년 2월  | 독창                                                | 31014-B     | 오케레코드 | 조명암/박시춘        | [ 157 ] |
| 진달래 시첩         | 1941년 2월  | 독창                                                | 31016-A     | 오케레코드 | 조명암/이봉룡        | [ 158 ] |
| 오케가요걸작집 上   | 1941년 2월  | 김정구, 남인수 제창                                 | 1527-A      | 오케레코드 | X                    | [ 159 ] |
| 날짜 없는 일기      | 1941년 3월  | 독창                                                | 31019-B     | 오케레코드 | 조명암/김해송        | [ 160 ] |
| 숨쉬는 칸데라       | 1941년 3월  | 독창                                                | 5036-B      | 오케레코드 | 조명암/김령파        | [ 161 ] |
| 흘러간 학창         | 1941년 4월  | 독창                                                | 31021-B     | 오케레코드 | 조명암/이봉룡        | [ 162 ] |
| 그대 아내는 갑니다  | 1941년 5월  | 독창                                                | 31209-A     | 오케레코드 | ?                    | [ 163 ] |
| 풀각시 고향         | 1941년 5월  | 독창                                                | 31030-B     | 오케레코드 | 조명암/임근식        | [ 164 ] |
| 할빈서 온 소식      | 1941년 5월  | 독창                                                | 31032-A     | 오케레코드 | 조명암/김해송        | [ 165 ] |
| 봄편지              | 1941년 5월  | 독창                                                | 31035-B     | 오케레코드 | 김다인/고하정남      | [ 166 ] |
| 어머니 울음         | 1941년 6월  | 독창                                                | 31044-B     | 오케레코드 | 이성림/이봉룡        | [ 167 ] |
| 희망                | 1941년 7월  | 독창                                                | 31045-B     | 오케레코드 | 조명암/김해송        | [ 168 ] |
| 얼러 온 일월곡      | 1941년 7월  | 독창                                                | 31048-A     | 오케레코드 | 조명암/김령파        | [ 169 ] |
| 고향                | 1941년 8월  | 독창                                                | 31053-B     | 오케레코드 | 조명암/김해송        | [ 170 ] |
| 상사몽              | 1941년 8월  | 독창                                                | 31056-A     | 오케레코드 | ?                    | [ 171 ] |
| 마음의 포구         | 1941년 9월  | 독창                                                | 31061-B     | 오케레코드 | 김다인/김해송        | [ 172 ] |
| 아내의 윤리         | 1941년 10월 | 독창                                                | 31071-B     | 오케레코드 | 조명암/김해송        | [ 173 ] |
| 열일곱 낭낭         | 1941년 11월 | 독창                                                | 31072-B     | 오케레코드 | 김다인/이봉룡        | [ 174 ] |
| 해 저문 남양로      | 1941년 12월 | 독창                                                | 31080-B     | 오케레코드 | 조명암/김해송        | [ 175 ] |
| 태양송              | 1942년 1월  | 남인수 제창                                         | 31088-A     | 오케레코드 | 조명암/김해송        | [ 176 ] |
| 신춘엽서            | 1942년 1월  | 독창                                                | 31085-B     | 오케레코드 | 조명암/김해송        | [ 177 ] |
| 산호초              | 1942년 3월  | 독창                                                | 31094-B     | 오케레코드 | 김다인/이봉룡        | [ 178 ] |
| 할빈 다방           | 1942년 4월  | 독창                                                | 30199-B     | 오케레코드 | 조명암/김해송        | [ 179 ] |
| 들과 산             | 1942년 5월  | 박향림 제창                                         | 31101-B     | 오케레코드 | 조명암/김해송        | [ 180 ] |
| 목포는 항구         | 1942년 5월  | 독창                                                | 31103-B     | 오케레코드 | 조명암/이봉룡        | [ 181 ] |
| 옥루몽              | 1942년 7월  | 독창                                                | 31111-B     | 오케레코드 | 조명암/김해송        | [ 182 ] |
| 홍도                | 1942년 8월  | 독창                                                | 31122-B     | 오케레코드 | 조명암/산하오랑      | [ 183 ] |
| 열녀혼              | 1942년 8월  | 독창                                                | 31124-A     | 오케레코드 | 조명암/박시춘        | [ 184 ] |
| 옥잠화              | 1942년 9월  | 독창                                                | 31129-A     | 오케레코드 | 조명암/송희선        | [ 185 ] |
| 행복의 마차         | 1942년 11월 | 독창                                                | 31137-B     | 오케레코드 | 조명암/김해송        | [ 186 ] |
| 목화를 따며         | 1942년 12월 | 독창                                                | 31144-A     | 오케레코드 | 조명암/김해송        | [ 187 ] |
| 희망 젖은 총성      | 1943년      | 남인수 제창                                         | ?           | 오케레코드 | 조명암/박시춘        | [ 188 ] |
| 북경의 이별         | 1943년      | 독창                                                | ?           | 오케레코드 | 조명암/박시춘        | [ 189 ] |
| 국화일편            | 1943년 1월  | 독창                                                | 31147-B     | 오케레코드 | 조명암/김해송        | [ 190 ] |
| 장화홍련전 1~12     | 1943년      | 유계선, 김양춘, 복혜숙, 이백수 연기 (이난영 주제곡) | K2197~K2208 | 오케레코드 | X                    |         |
| 인생가두            | 1943년 8월  | 백년설 제창                                         | 31172-B     | 오케레코드 | 조명암/김해송        | [ 191 ] |
| 이천오백만 감격     | 1943년 11월 | 남인수 제창                                         | 31193-B     | 오케레코드 | 조명암/김해송        | [ 192 ] |
| 흘러온 남매1        | 1947년      | 심연옥                                              | 1002-A      | 고려레코드 | 김해송/김해송        | [ 193 ] |
| 흘러온 남매2        | 1947년      | 심연옥, 노명애, 남인수, 계수남 합창                 | 1002-B      | 고려레코드 | 김해송/김해송        |         |
| 님이여아옵소서      | 1949년      | 독창                                                | 7701-B      | 럭키레코드 | 김건/김해송          | [ 194 ] |